# Takeda Pharmaceuticals Inc.
Takeda Pharmaceutical este o companie cu sediul la Osaka și cea mai mare corporație farmaceutică din Japonia. Takeda Pharmaceutical este listată pe Tokyo Stock Exchange.